# Opharus albijuncta
Opharus albijuncta är en fjärilsart som beskrevs av Rothschild 1916. Opharus albijuncta ingår i släktet Opharus och familjen björnspinnare. Inga underarter finns listade i Catalogue of Life.